# Tonnerre apache
Pour plus de détails, voir Fiche technique et Distribution.
Tonnerre apache (titre original : A Thunder of drums) est un western américain réalisé par Joseph M. Newman, sorti en 1961.

## Synopsis
Curtis Mac Quade, jeune lieutenant de West Point, est nommé dans le poste isolé de fort Camby. Son ardeur et sa désinvolture le conduisent vite à un conflit avec le capitaine Maddocks, vétéran sévère et prudent...

## Fiche technique
- Titre original : A Thunder of drums
- Réalisation : Joseph Newman
- Scénario : James Warner Bellah
- Directeur de la photographie : William Spencer
- Montage : Ferris Webster
- Musique : Harry Sukman
- Production : Robert Enders (non crédité)
- Société de production : Metro-Goldwyn-Mayer
- Genre : western
- Pays de production :  États-Unis
- Durée : 97 minutes
- Dates de sortie :
  - États-Unis : 26 septembre 1961
  - France : 15 mai 1963

## Distribution
- Richard Boone (VF : Georges Aminel) : capitaine Stephen Maddocks
- George Hamilton (VF : Michel Le Royer) : lieutenant Curtis Mac Quade
- Luana Patten (VF : Martine Sarcey) : Tracey Hamilton
- Arthur O'Connell (VF : Pierre Leproux) : sergent Karl Rodermill
- Charles Bronson (VF : Henry Djanik) : soldat Hanna
- Richard Chamberlain : lieutenant Porter
- James Douglas (VF : Gabriel Cattand) : lieutenant Thomas Greisham
- Tammy Marihugh : Laurie Detweiler
- Carole Wells : Camden Yates
- Duane Eddy (VF : Serge Lhorca) : soldat Eddy
- Slim Pickens (VF : Michel Gatineau) : soldat Erschick
- Clem Harvey (VF : Jean-Pierre Duclos) : soldat Denton
- Casey Tibbs : soldat Baker
- Irene Tedrow (VF : Paula Dehelly) : Mrs. Scarborough
- Marjorie Bennett : Mrs. Yates